# Epidemia gorączki krwotocznej Ebola w Afryce Zachodniej
W Afryce Zachodniej w latach 2014–2016 trwała epidemia gorączki krwotocznej Ebola, która wybuchła w Gwinei i rozprzestrzeniła się na kolejne kraje. Światowa Organizacja Zdrowia podzieliła kraje, w których – w trakcie trwania epidemii – wystąpiły przypadki choroby na dwie kategorie: te, w których zachorowania szerzyły się w rozmiarach epidemicznych (Gwinea, Liberia i Sierra Leone), oraz te, w których odnotowano pierwsze przypadki zachorowań lub zasięg epidemii był ograniczony (Mali, Nigeria, Senegal, Hiszpania, Stany Zjednoczone, Wielka Brytania i Włochy).
Do 27 grudnia 2015 włącznie odnotowano przynajmniej 28 637 przypadków zakażenia, z których 15 249 zostało potwierdzonych laboratoryjnie. 11 315 chorych zmarło. Wiele organizacji, w tym Centers for Disease Control and Prevention, Komisja Europejska i Wspólnota Gospodarcza Państw Afryki Zachodniej, przekazało wsparcie finansowe i medyczne, aby zapobiec rozprzestrzenianiu się epidemii. Na terenach objętych epidemią nieśli pomoc członkowie organizacji humanitarnych takich jak Lekarze bez Granic, Czerwony Krzyż i Samaritan's Purse. Jest to największa do tej pory epidemia gorączki krwotocznej Ebola zarówno pod względem liczby zachorowań, jak i liczby przypadków śmiertelnych.
8 sierpnia 2014 Dyrektor Generalny Światowej Organizacji Zdrowia ogłosił, że epidemia stanowi sytuację zagrożenia zdrowia publicznego o zasięgu międzynarodowym (ang. Public Health Emergency of International Concern, PHEIC).
26 sierpnia 2014 WHO zostało oficjalnie zawiadomione przez ministerstwo zdrowia Demokratycznej Republiki Konga o wybuchu epidemii gorączki krwotocznej Ebola w tym państwie. Łącznie zostało zidenfikowanych 66 przypadków choroby; 49 chorych zmarło. 21 listopada 2014 WHO ogłosiło, że epidemia w tym kraju wygasła. Wybuch epidemii w Demokratycznej Republice Konga nie był powiązany z epidemią w Afryce Zachodniej.
30 września 2014 WHO otrzymało potwierdzenie, że odnotowano pierwszy przypadek zakażenia wirusem w Stanach Zjednoczonych, a 6 października 2014 w Europie (w Hiszpanii). 17 października WHO wydała oświadczenie o wygaśnięciu epidemii w Senegalu, 20 października w Nigerii i 2 grudnia w Hiszpanii. 23 października odnotowano pierwszy przypadek choroby w Mali, 29 grudnia 2014 w Wielkiej Brytanii i 12 maja 2015 we Włoszech. 21 grudnia 2014 wygasła epidemia w Stanach Zjednoczonych, 18 stycznia 2015 w Mali, 7 marca 2015 w Wielkiej Brytanii i 20 lipca we Włoszech. 9 maja 2015 WHO ogłosiła zakończenie epidemii w Liberii, 7 listopada w Sierra Leone i 29 grudnia w Gwinei. 29 czerwca 2015 w Liberii odnotowano kolejne przypadki zakażenia. 3 września 2015 WHO ponownie ogłosiła zakończenie epidemii w Liberii. 19 listopada 2015 w Liberii wykryto kolejne 3 przypadki zakażenia wirusem, a 14 stycznia 2016 ponownie zakończyła się epidemia w tym kraju.
25 stycznia 2016 Dyrektor Generalny Światowej Organizacji Zdrowia, Margaret Chan stwierdziła, że zostały przerwane wszystkie drogi szerzenia się pierwotnej epidemii. Jednak ze względu na to, że występują nowe ogniska choroby, WHO jeszcze nie ogłasza zakończenia epidemii. 29 marca 2016 WHO ogłosiła, że epidemia nie stanowi już sytuacji zagrożenia zdrowia publicznego o zasięgu międzynarodowym.
23 listopada 2014 łączna liczba potwierdzonych laboratoryjnie przypadków zakażenia wirusem przekroczyła 10 tysięcy, a 24 maja 2015 15 tysięcy. 14 stycznia 2016 Światowa Organizacja Zdrowia (WHO) ogłosiła koniec epidemii wirusa Ebola. Jednak kilka godzin później media poinformowały o kolejnym śmiertelnym przypadku w Sierra Leone.

## Przebieg epidemii

### Początek epidemii w Gwinei
Naukowcy sądzą, że pierwszą osobą, która zachorowała na gorączkę krwotoczną Ebola w Gwinei („pacjent zero”) i zapoczątkowała obecną epidemię, był dwuletni chłopiec z wioski Meliandou w prefekturze Guéckédou, który zmarł 6 grudnia 2013. Następnie zmarły jego ciężarna matka, trzyletnia siostra i babcia. 25 stycznia 2014 położna z Meliandou została przyjęta do szpitala w Guéckédou, gdzie zmarła 2 lutego. Z kolei zachorował pracownik szpitala w Guéckédou (zmarły 10 lutego w szpitalu w Macenta), a 24 lutego zmarł opiekujący się nim lekarz. Następnie ulegli zakażeniu członkowie rodziny lekarza pochodzący z Kissidougou i Nzérékoré. 10 marca ministerstwo zdrowia Gwinei uzyskało informacje z Guéckédou i Macenta o przypadkach tajemniczej choroby charakteryzującej się gorączką, silną biegunką, wymiotami i wysoką śmiertelnością. 23 marca poinformowało ono oficjalnie Światową Organizację Zdrowia o wybuchu epidemii gorączki krwotocznej Ebola w czterech południowo-wschodnich prefekturach kraju: Guéckédou, Macenta, Nzérékoré i Kissidougou oraz w stolicy kraju – Konakry. Do 22 marca włącznie odnotowano 49 zachorowań; 29 chorych zmarło. Po analizie przesłanych próbek, laboratorium w Lyonie (Francja) potwierdziło, że zachorowania zostały wywołane przez wirusa Ebola z gatunku Zaire ebolavirus. Wstępny raport sugerował, że jest to nowy szczep wirusa Ebola, jednak dalsze badania potwierdziły, że wirus należy jednak do gatunku Zaire ebolavirus i wywodzi się z Afryki Środkowej. Do 31 marca włącznie liczba zachorowań w Gwinei wzrosła do 122, a 80 osób zmarło; 24 przypadki potwierdzono laboratoryjnie. Zachorowania odnotowano w Konakry (11 przypadków) oraz w prefekturach: Guéckédou (77 przypadków), Macenta (23), Kissidougou (8) oraz 3 przypadki łącznie z Dabola i Dinguiraye. 31 marca amerykańskie Centers for Disease Control and Prevention wysłało pięcioosobowy zespół „aby pomóc ministerstwu zdrowia Gwinei i Światowej Organizacji Zdrowia koordynować międzynarodową pomoc w zwalczaniu epidemii”.

### Konakry, Gwinea
Pod koniec marca epidemia rozprzestrzeniła się na stolicę Gwinei, Konakry, miasto liczące około dwa miliony mieszkańców i stała się poważnym problemem; według Ibrahima Touré, dyrektora krajowego biura międzynarodowej organizacji humanitarnej Plan: „Trudne warunki życiowe oraz brak bieżącej wody i kanalizacji w większości dzielnic Konakry stwarzają poważne zagrożenie, że epidemia będzie się nasilać. Ludzie nie myślą o tym żeby myć ręce, kiedy nie mają wystarczającej ilości wody do picia.”.

### Rozprzestrzenianie się epidemii w Gwinei i sąsiednich krajach
W Liberii odnotowano pierwsze przypadki zachorowań pod koniec marca w hrabstwach Lofa i Nimba. W połowie kwietnia liberyjskie ministerstwo zdrowia i opieki społecznej poinformowało o możliwych przypadkach zachorowań w czterech kolejnych hrabstwach: Bong, Grand Cape Mount, Margibi i Montserrado (w którym znajduje się stolica kraju Monrovia).
Początkowo w Sierra Leone, Mali i Ghanie zidentyfikowano osoby, u których podejrzewano zakażenie wirusem Ebola, jednak badania laboratoryjne wykluczyły zakażenie tym wirusem. Sytuacja w Gwinei uległa poprawie w maju 2014. Przez kilka kolejnych dni nie było doniesień o nowych zachorowaniach z Liberii i z pięciu z sześciu dotychczas dotkniętych epidemią prefektur Gwinei. Doniesienia o nowych przypadkach zakażeń nadchodziły jedynie z prefektury Guéckédou.
Jednak pomiędzy 23 a 27 maja 2014 nadeszły informacje o nowych stwierdzonych przypadkach klinicznych gorączki krwotocznej Ebola z trzech spośród wcześniej dotkniętych nią prefektur (Guéckédou, Macenta i Konakry), z czterech kolejnych prefektur (Boffa, Télimélé, Boke i Dubréka) oraz z Sierra Leone. 4 czerwca 2014 Światowa Organizacja Zdrowia ogłosiła, że „pomiędzy 29 maja a 1 czerwca w Gwinei, przynajmniej 21 osób zmarło i odnotowano 37 przypadków zachorowań spowodowanych przypuszczalnie zakażeniem wirusem Ebola. Nowe dane zwiększyły liczbę zachorowań w Afryce Zachodniej, co do których istniało podejrzenie zakażenia wirusem Ebola, do 328, z których 193 zostało potwierdzonych testami laboratoryjnymi”.
17 czerwca 2014 ogłoszono, że w stolicy Liberii Monrovii na gorączkę krwotoczną Ebola zmarło siedem osób. 26 czerwca „liberyjska naczelna lekarz kraju, dr Bernice Dahn, ostrzegła krajowe Kościoły, żeby natychmiast zaniechały przyjmowania osób zakażonych wirusem Ebola.” „Ujawniła, że trzy osoby, u których podejrzewano zakażenie wirusem Ebola w New Kru Town, zmarły w kościele, dokąd poszły się modlić.”. 27 czerwca UN News poinformowały, że „w Liberii odnotowano 63 przypadki zachorowań, w tym 41 chorych zmarło”.
27 czerwca 2014 Światowa Organizacja Zdrowia ogłosiła, że „W Gwinei, odnotowano do tej pory 386 przypadków zachorowań, z których 280 zakończyło się zgonem zakażonych”. „W Sierra Leone wśród 176 zakażonych odnotowano 78 przypadków śmierci”.
Gwałtowny wzrost zachorowań nastąpił w Sierra Leone. Pierwsze przypadki zachorowań odnotowano 25 maja w dystrykcie Kailahun, graniczącym z prefekturą Guéckédou w Gwinei. Do 20 czerwca włącznie odnotowano 158 przypadków zachorowań, z których 147 zostało potwierdzonych laboratoryjnie, głównie w dystryktach Kailahun i sąsiadującym z nim Kenema, a także w dystryktach Kambia, Port Loko i Wiejskim Obszaru Zachodniego. Do 17 lipca włącznie odnotowano 442 przypadki zachorowań, z których 368 potwierdzono laboratoryjnie, co oznaczało, że liczba zachorowań w tym kraju była największa spośród trzech państw dotkniętych epidemią. Do 20 lipca przypadki zachorowań odnotowano także w dystrykcie Bo; pierwszy przypadek zachorowania w stolicy kraju, Freetown, zarejestrowano pod koniec lipca.
25 lipca 2014 WHO ogłosiła, że został stwierdzony pierwszy przypadek zachorowania na gorączkę krwotoczną Ebola w Nigerii; Liberyjczyk, który przyleciał 20 lipca do Lagos został hospitalizowany i zmarł w tym mieście. Mężczyzna, który zakaził się wirusem w Liberii, podróżował drogą lotniczą do Lagos, przez Lomé w Togo i Akrę w Ghanie. Podczas lotu wystąpiły u niego objawy choroby, które nasiliły się po przybyciu na lotnisko w Lagos. Szpital w którym przebywał – po ewakuowaniu z niego pacjentów – został zamknięty na tydzień, a pracownicy szpitala, którzy mogli zakazić się wirusem, zostali poddani kwarantannie. Łącznie w wyniku epidemii odnotowano 20 przypadków choroby, a 8 chorych zmarło. 20 października WHO ogłosiła wygaśnięcie epidemii w Nigerii. Nastąpiło to po upłynięciu 42 dni od momentu, kiedy ostatnia osoba w Nigerii miała kontakt z osobą chorą na gorączkę krwotoczną Ebola i nie wykryto żadnego nowego przypadku zachorowania w tym kraju.
29 sierpnia senegalskie ministerstwo zdrowia ogłosiło, że w tym kraju stwierdzono 1 przypadek zachorowania na gorączkę krwotoczną Ebola. Chorym był 21-letni mężczyzna, pochodzący z Gwinei, który 20 sierpnia przyjechał do rodziny w Dakarze. 5 września testy na obecność wirusa Ebola dały wynik negatywny, co oznaczało, że pacjent wyzdrowiał. 18 września powrócił on do Gwinei. 17 października WHO ogłosiła wygaśnięcie epidemii w Senegalu.

## Epidemia w Demokratycznej Republice Konga
26 sierpnia 2014 WHO zostało oficjalnie zawiadomione przez ministerstwo zdrowia Demokratycznej Republiki Konga o wybuchu epidemii gorączki krwotocznej Ebola w tym państwie. Pomiędzy 28 lipca a 18 sierpnia zostały zidentyfikowane 24 przypadki choroby, 13 chorych zmarło. Łącznie zostało zidentyfikowanych 66 przypadków choroby; 49 chorych zmarło. 21 listopada 2014 WHO ogłosiło, że 20 listopada upłynęły 42 dni od dnia, kiedy powtórne badanie na obecność wirusa Ebola ostatniego zakażonego dało wynik negatywny i chory opuścił szpital, co zgodnie z rekomendacjami WHO oznacza, że epidemia w tym kraju wygasła. Była to siódma epidemia gorączki krwotocznej Ebola w tym kraju od odkrycia wirusa w 1976. Wybuch epidemii w Demokratycznej Republice Konga nie był powiązany z epidemią w Afryce Zachodniej.

## Epidemia w Ugandzie
20 września 2022 władze Ugandy poinformowały o wybuchu epidemii gorączki krwotocznej Ebola powodowanej wirusem Ebola, dokładniej szczepem Sudan ebolavirus. 28 października 2022 zidentyfikowano ponad 150 przypadków zachorowań w dystryktach Mubende, Kyegegwa, Kassanda, Kagadi, Bunyanga, a także w stolicy Ugandy – Kampali i w dystrykcie Wakiso. Zidentyfikowano również ponad 40 ofiar śmiertelnych. Rząd Ugandy zadeklarował, iż spodziewa się końca epidemii przed końcem 2022 roku.
Jane Ruth Aceng, minister zdrowia w Ugandzie stwierdziła, iż obywatele Ugandy na początku podejrzewali, iż epidemia została wywołana przez magię. Poza tą dezinformacją wiadomo jedynie, iż szczep wirusa Sudan ebolavirus (SUDV) jest odporny na aktualne szczepionki działające na szczep eboli Zaire ebolavirus (rVSV-ZEBOV, Zebdeno/Mvabea, Ad5-EBOV), a możliwym źródłem pojawienia się wirusa w Ugandzie byli kongijscy (D. R. Kongo) handlarze złota, którzy przemieszczali się autostradą pomiędzy Ugandą a Demokratyczną Republiką Konga.

## Reakcje

### Kraje dotknięte epidemią
W marcu władze Gwinei, Sierra Leone i Liberii uruchomiły krajowe komitety kryzysowe, przygotowały plany zwalczania epidemii gorączki krwotocznej Ebola i oszacowały potrzebne do tego środki.
Luis Sambo, dyrektor biura regionalnego dla Afryki Światowej Organizacji Zdrowia (WHO), w dniach 21-25 lipca odwiedził kraje dotknięte epidemią, gdzie spotkał się z przywódcami politycznymi, ministrami zdrowia, przedstawicielami agencji rządowych i organizacji pozarządowych. Podkreślił konieczność „promowania zmiany zachowań, przy poszanowaniu praktyk kulturowych”.

#### Gwinea i Liberia
Przejścia graniczne pomiędzy Gwineą i Liberią pozostawały otwarte w kwietniu, zgodnie z przekonaniem rządów, że podjęte działania zwalczające chorobę będą skuteczniejsze niż zamknięcie granic.
Zgodnie z ustaleniami spotkania ministrów zdrowia krajów Afryki Zachodniej w Akrze w dniach 2-3 lipca, pod koniec lipca ministerstwo zdrowia Liberii rozpoczęło wdrażanie planu strategicznego w celu przyspieszenia i bardziej skutecznej reakcji na zagrożenia spowodowane wybuchem epidemii.
27 lipca Ellen Johnson-Sirleaf, prezydent Liberii, ogłosiła, że większość przejść granicznych zostanie zamkniętych, z wyjątkiem kilku głównych (takich jak w głównym krajowym porcie lotniczym w Monrovii), gdzie będą prowadzone badanie przesiewowe; obszary kraju najbardziej dotknięte epidemią zostaną objęte kwarantanną. Zostały zawieszone wszystkie rozgrywki piłkarskie, ze względu na to, że charakter meczów piłkarskich zwiększa ryzyko rozprzestrzeniania się epidemii. 30 lipca ogłoszono zamknięcie szkół w Liberii i poddanie kwarantannie niektórych obszarów. Wszyscy pracownicy rządowi, z wyjątkiem niezbędnych do funkcjonowania kraju, zostali wysłani na 30-dniowe przymusowe urlopy.

#### Nigeria
Do 27 lipca 2014 odnotowano tylko jeden prawdopodobny przypadek zachorowania i śmierci w Nigerii.
Dotyczył on Liberyjczyka, który przyleciał do Lagos poprzez Lome i Akrę. Pobrane próbki zostały dostarczone do zbadania przez Instytut Pasteura w Dakarze z opóźnieniem, ze względu na problemy z zapewnieniem transportu i tym samym przypadek zachorowania nie został potwierdzony laboratoryjnie 10 sierpnia. Spośród 55 osób, z którymi na pewno miał kontakt chory, do 29 lipca żadna nie miała objawów choroby. Po przeprowadzonych badaniach pobranych próbek 13 sierpnia WHO ogłosiła, że do 11 sierpnia włącznie stwierdzono w Nigerii 12 zachorowań, z czego 10 zostało potwierdzonych laboratoryjnie. 25 lipca Nigeria wzmocniła nadzór medyczny na wszystkich przejściach granicznych. Największa nigeryjska linia lotnicza Arik Air zawiesiła loty do Liberii i Sierra Leone. 19 października 2014 minęło 42 dni od negatywnego wyniku powtórzonego testu na obecność wirusa u ostatniego wyleczonego pacjenta (lub śmierci ostatniego chorego na gorączkę krwotoczną Ebola). W związku z tym 20 października WHO wydała oświadczenie o wygaśnięciu epidemii w Nigerii.

#### Sierra Leone
W kwietniu Sierra Leone podjęło odpowiednie działania, obejmujące między innymi reaktywację Active Surveillance Protocol, na podstawie którego wszyscy podróżni przybywający z Gwinei i Liberii podlegali ocenie ich stanu zdrowia. 29 lipca zmarł sierraleoński lekarz Sheik Humarr Khan – szef programu poświęconego badaniom nad gorączką Lassa w szpitalu rządowym. 30 lipca rząd Sierra Leone ogłosił stan wyjątkowy i wysłał wojsko aby zapewnić kwarantannę ognisk epidemii. 14 stycznia 2016 zanotowano kolejny jeden przypadek śmiertelny w wyniku zakażenia wirusem Ebola w Serra Leone.

### Unia Europejska
W marcu 2014 Komisja Europejska przekazała 500 tysięcy EUR na pomoc w walce z rozprzestrzenianiem się epidemii w Gwinei i w krajach z nią sąsiadujących. Wysłała także eksperta, aby zaznajomił się na miejscu z sytuacją i przeprowadził konsultacje z miejscowymi władzami. Kristalina Georgiewa, Europejski Komisarz ds. Rozwoju i Pomocy Humanitarnej, oświadczyła: „Jesteśmy głęboko zaniepokojeni rozprzestrzenianiem się tej choroby i nasze wsparcie pomoże zapewnić natychmiastową pomoc medyczną dla osób nią dotkniętych. Jest istotne, że działamy szybko, aby zapobiec rozprzestrzenianiu się epidemii na sąsiednie kraje”.
W kwietniu 2014 z Europy zostało wysłane do Gwinei mobilne laboratorium, w którym można przeprowadzać diagnostykę molekularną patogenów. Do tej pory próbki były analizowane w Jean Mérieux BSL-4 Laboratory w Lyonie.
30 lipca 2014 Komisja Europejska ogłosiła, że przekaże dodatkowe 2 miliony EUR na zwalczanie epidemii. Tym samym łączna pomoc na ten cel zwiększyła się do 3,9 miliona EUR.
Od 31 lipca 2014 Ministerstwo Spraw Zagranicznych Niemiec odradzało podróże do Gwinei, Liberii i Sierra Leone.

### Stany Zjednoczone
30 lipca 2014 Korpus Pokoju ogłosił, że czasowo wycofuje wolontariuszy z Gwinei, Liberii i Sierra Leone, ze względu na wzrost zagrożenia epidemią w tych krajach.
31 lipca 2014 amerykańskie Centers for Disease Control and Prevention wydało ostrzeżenie odradzając podróże do Gwinei, Liberii i Sierra Leone.
1 sierpnia 2014 organizacja pomocowa Samaritan's Purse ogłosiła, że do Stanów Zjednoczonych zostanie ewakuowanych dwoje chorych na gorączkę krwotoczną Ebola pracowników tej organizacji, a także 60-osobowy zespół pracujący do tej pory w Liberii.

### Pozostałe kraje
28 marca 2014 Wspólnota Gospodarcza Państw Afryki Zachodniej (ECOWAS) wydała oświadczenie, w którym wezwała społeczność międzynarodową do wsparcia w walce z epidemią. 30 marca 2014, podczas 44. szczytu szefów państw i rządów krajów Afryki Zachodniej, ECOWAS przeznaczyła 250 tysięcy USD na walkę z epidemią.
29 marca 2014 senegalska państwowa agencja prasowa wydała oświadczenie, że ministerstwo spraw wewnętrznych wstrzymało do odwołania ruch graniczny z Gwineą, aby zapobiec rozprzestrzenianiu się epidemii. Od 26 marca 2014 Mauretania zamknęła wszystkie przejścia graniczne wzdłuż rzeki Senegal, naturalnej granicy Senegalu i Mauretanii, z wyjątkiem przejść granicznych w Rosso i Diama.
Od 1 kwietnia 2014 Arabia Saudyjska zaprzestała wydawania wiz dla mieszkańców Gwinei i Liberii, co dotknęło muzułmanów z tych krajów chcących udać się na pielgrzymkę do Mekki. Maroko wzmocniło nadzór medyczny w porcie lotniczym Casablanca, regionalnym porcie przesiadkowym dla lotów z i do Afryki Zachodniej.
Międzynarodowa organizacja humanitarna Lekarze bez Granic, która utworzyła centra mające udzielać specjalistycznej pomocy medycznej zakażonym, utrzymywała w czerwcu 2014 300-osobowy zespół w Gwinei, Sierra Leone i Liberii oraz wysłała do końca czerwca ponad 40 ton sprzętu i zaopatrzenia.
W dniach 2-3 lipca 2014 WHO zorganizowało w Akrze nadzwyczajne spotkanie poświęcone epidemii, w którym uczestniczyli ministrowie zdrowia 11 krajów: Demokratycznej Republiki Konga, Gambii, Ghany, Gwinei, Gwinei Bissau, Liberii, Mali, Senegalu, Sierra Leone, Ugandy i Wybrzeża Kości Słoniowej oraz przedstawicieli organizacji zaangażowanych w jej zwalczanie: agencji ONZ, Centers for Disease Control and Prevention, Department for International Development, Unii Europejskiej, Biura Pomocy Humanitarnej Wspólnoty Europejskiej, Instytutu Pasteura, Czerwonego Krzyża, Lekarzy bez Granic, USAID i WHO.
3 lipca 2014 na konferencji prasowej uczestnicy spotkania ogłosili zacieśnienie współpracy w zwalczaniu epidemii i utworzenie subregionalnego centrum WHO w Gwinei „koordynującego wsparcie techniczne”; 24 lipca centrum (SEOCC) zostało otwarte w Konakry.
30 lipca 2014 władze Hongkongu wzmocniły nadzór medyczny po tym, jak zachorowała kobieta, która powróciła z Kenii; testy na obecność wirusa Ebola dały wynik negatywny.

### Media
„Ebola in Town”, utwór taneczny nagrany przez zachodnioafrykańskich wykonawców, przestrzega przed niebezpieczeństwem zakażenia wirusem Ebola i wyjaśnia jak go uniknąć.

## Czynniki utrudniające zwalczanie epidemii
W czerwcu 2014 organizacja Lekarze bez granic ogłosiła, że epidemia „całkowicie wymknęła się spod kontroli”. Czynnikami utrudniającymi opanowanie epidemii są: powstawanie ognisk epidemicznych w różnych krajach, nieadekwatne środki ostrożności podejmowane przez personel medyczny, zwyczaje pogrzebowe i opór społeczności lokalnych, w tym „uwalnianie” osób podejrzewanych o zakażenie, które były izolowane od otoczenia oraz podejrzenia, że choroba została wywołana czarami lub że lekarze zabijają zakażonych. Odnotowano także atak na pracowników organizacji pomocowych, w celu „uwolnienia” z ich rąk pacjentów, których w pośpiechu zabrali, nie tłumacząc kim są.

## Badania
Naukowcy przeprowadzili pełne sekwencjonowanie genomu i analizę pochodzenia i rozwoju wirusa na podstawie próbek pobranych od 20 pacjentów. Wyniki sugerują, że szczep wirus Ebola Ebola-Zaire z Gwinei należy do innego szczepu niż szczepy wirusa, które spowodowały epidemie w Kongo i Gabonie.
Dwa kolejne raporty zakwestionowały te wstępne ustalenia.

## Skutki gospodarcze i inne
Poza zachorowaniami i śmiercią zakażonych osób, epidemia wpływa również na gospodarkę. Palm Camayenne Hotel w Konakry, popularny wśród biznesmenów i polityków, ma mniej niż jedną trzecią zwykłej liczby gości. Belgijskie linie lotnicze Brussels Airlines donosiły, że na trasie Bruksela-Konakry, zmniejszyła się liczba osób lecących do Konakry, a zwiększyła liczba pasażerów lecących w przeciwnym kierunku. Regionalne linie lotnicze Gambia Bird odwołały uruchomienie połączenia do Konakry, ze względu na zamknięcie granic z Gwineą przez Senegal.
Brytyjska firma górnicza London Mining w czerwcu odesłała z Sierra Leone pracowników, którzy nie są niezbędni do funkcjonowania kopalni rud żelaza w tym kraju.
W listopadzie 2014 państwo Maroko zrezygnowało z organizacji w roli gospodarza Pucharu Narodów Afryki w piłce nożnej, zaplanowanego na przełom stycznia i lutego 2015, z uwagi na zagrożenie epidemią gorączki krwotocznej Ebola.

## Rozwój epidemii
Rozwój epidemii na podstawie danych publikowanych przez Centers for Disease Control and Prevention i Światową Organizację Zdrowia (data publikacji raportu, dane pokazują stan na kilka dni przed publikacją raportu). Ponieważ dane obejmują zarówno osoby u których rozpoznano objawy choroby (bez badania laboratoryjnego pobranych próbek na obecność wirusa) jak i przypadki potwierdzone laboratoryjnie, liczba zachorowań może ulegać weryfikacji (patrz np. liczba zachorowań w Nigerii 12 i 13 sierpnia 2014, liczba zachorowań ogółem 25 i 29 października 2014). Gwałtowny wzrost łącznej liczby zachorowań odnotowany w raporcie z 29 października 2014 w porównaniu do poprzedniego raportu, wynika z przeprowadzonej weryfikacji dostępnych danych. Dotyczy on całego okresu epidemii, a nie okresu od publikacji poprzedniego raportu.

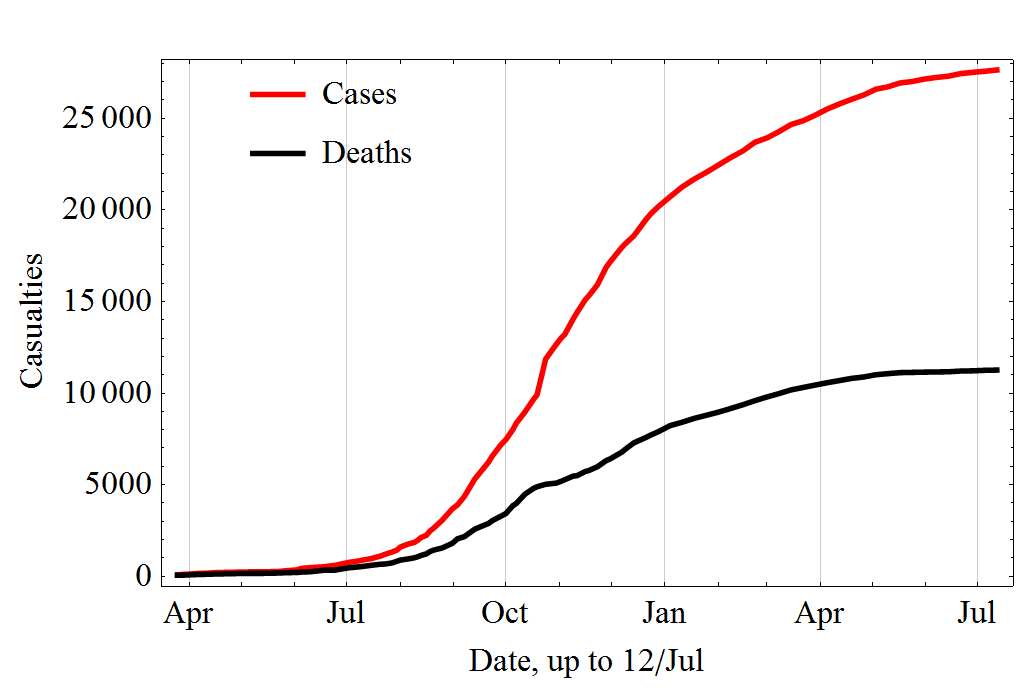
Rozwój epidemii – liczba zakażeń i zgonów ogółem, narastająco (ang.)
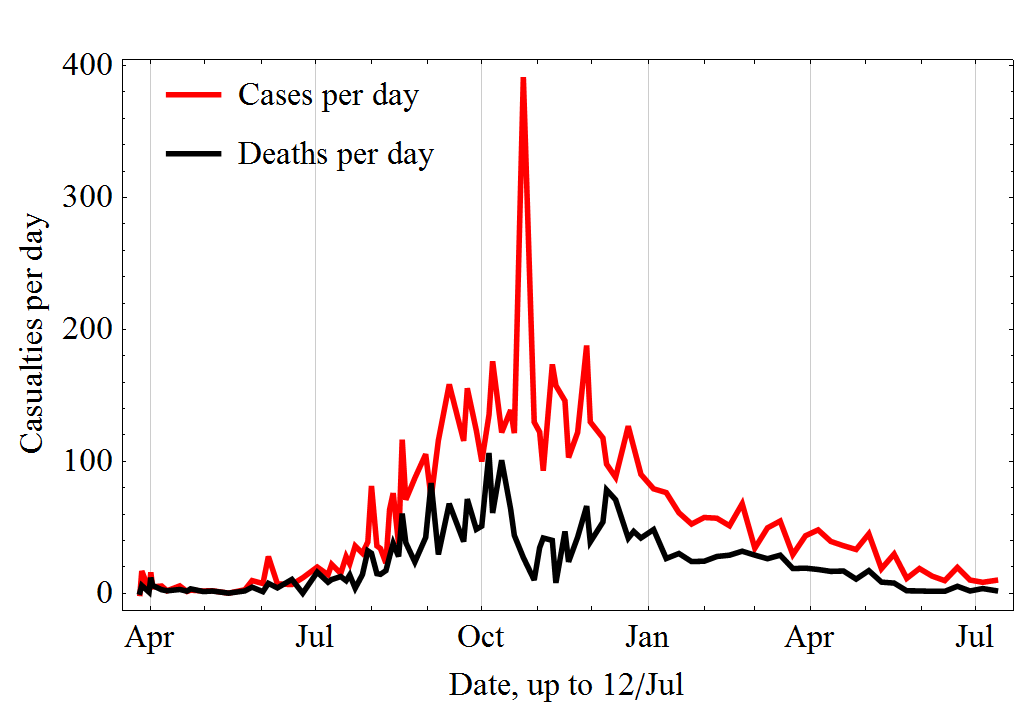
Rozwój epidemii – liczba odnotowanych zakażeń i zgonów dziennie (ang.)
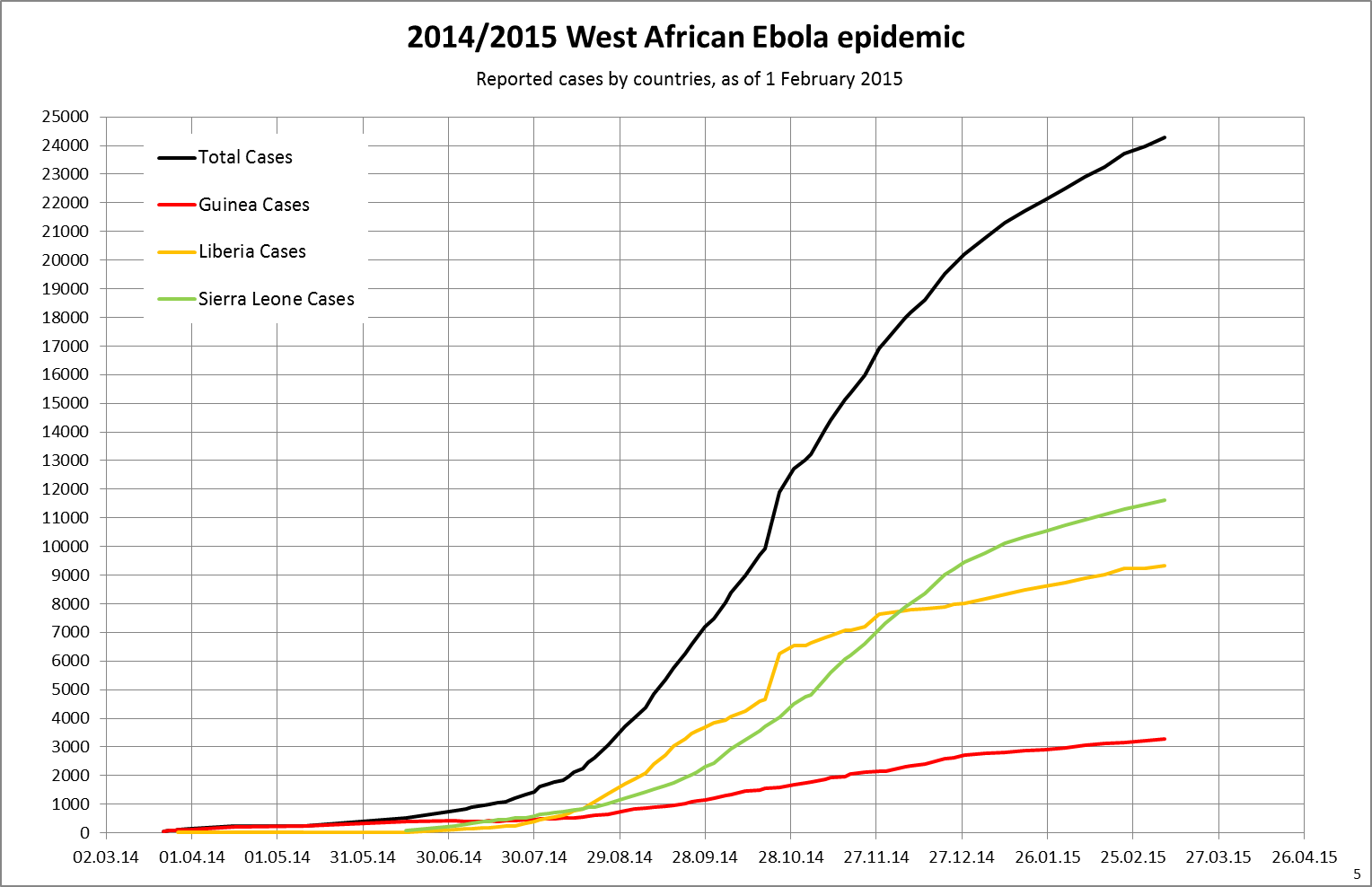
Liczba zakażeń w poszczególnych krajach, narastająco (ang.)

| Data raportu | Ogółem | Ogółem | Gwinea | Gwinea | Liberia | Liberia | Sierra Leone | Sierra Leone | Nigeria | Nigeria | Senegal | Senegal | USA  | USA | Hiszpania | Hiszpania | Mali | Mali | UK   | UK  | Włochy | Włochy |
| Data raportu | zak.   | zg.    | zak.   | zg.    | zak.    | zg.     | zak.         | zg.          | zak.    | zg.     | zak.    | zg.     | zak. | zg. | zak.      | zg.       | zak. | zg.  | zak. | zg. | zak.   | zg.    |
| ------------ | ------ | ------ | ------ | ------ | ------- | ------- | ------------ | ------------ | ------- | ------- | ------- | ------- | ---- | --- | --------- | --------- | ---- | ---- | ---- | --- | ------ | ------ |
| 30-03-2016   | 28 646 | 11 323 | 3811   | 2543   | 10 675  | 4809    | 14 124       | 3956         | 20      | 8       | 1       | 0       | 4    | 1   | 1         | 0         | 8    | 6    | 1    | 0   | 1      | 0      |
| 16-03-2016   | 28 639 | 11 316 | 3804   | 2536   | 10 675  | 4809    | 14 124       | 3956         | 20      | 8       | 1       | 0       | 4    | 1   | 1         | 0         | 8    | 6    | 1    | 0   | 1      | 0      |
| 02-03-2016   | 28 639 | 11 316 | 3804   | 2536   | 10 675  | 4809    | 14 124       | 3956         | 20      | 8       | 1       | 0       | 4    | 1   | 1         | 0         | 8    | 6    | 1    | 0   | 1      | 0      |
| 17-02-2016   | 28 639 | 11 316 | 3804   | 2536   | 10 675  | 4809    | 14 124       | 3956         | 20      | 8       | 1       | 0       | 4    | 1   | 1         | 0         | 8    | 6    | 1    | 0   | 1      | 0      |
| 03-02-2016   | 28 639 | 11 316 | 3804   | 2536   | 10 675  | 4809    | 14 124       | 3956         | 20      | 8       | 1       | 0       | 4    | 1   | 1         | 0         | 8    | 6    | 1    | 0   | 1      | 0      |
| 20-01-2016   | 28 638 | 11 316 | 3804   | 2536   | 10 675  | 4809    | 14 123       | 3956         | 20      | 8       | 1       | 0       | 4    | 1   | 1         | 0         | 8    | 6    | 1    | 0   | 1      | 0      |
| 06-01-2016   | 28 637 | 11 315 | 3804   | 2536   | 10 675  | 4809    | 14 122       | 3955         | 20      | 8       | 1       | 0       | 4    | 1   | 1         | 0         | 8    | 6    | 1    | 0   | 1      | 0      |

| Data raportu | Ogółem | Ogółem | Gwinea | Gwinea | Liberia | Liberia | Sierra Leone | Sierra Leone | Nigeria | Nigeria | Senegal | Senegal | USA  | USA | Hiszpania | Hiszpania | Mali | Mali | UK   | UK  | Włochy | Włochy |
| Data raportu | zak.   | zg.    | zak.   | zg.    | zak.    | zg.     | zak.         | zg.          | zak.    | zg.     | zak.    | zg.     | zak. | zg. | zak.      | zg.       | zak. | zg.  | zak. | zg. | zak.   | zg.    |
| ------------ | ------ | ------ | ------ | ------ | ------- | ------- | ------------ | ------------ | ------- | ------- | ------- | ------- | ---- | --- | --------- | --------- | ---- | ---- | ---- | --- | ------ | ------ |
| 30-12-2015   | 28 637 | 11 315 | 3804   | 2536   | 10 675  | 4809    | 14 122       | 3955         | 20      | 8       | 1       | 0       | 4    | 1   | 1         | 0         | 8    | 6    | 1    | 0   | 1      | 0      |
| 16-12-2015   | 28 640 | 11 315 | 3807   | 2536   | 10 675  | 4809    | 14 122       | 3955         | 20      | 8       | 1       | 0       | 4    | 1   | 1         | 0         | 8    | 6    | 1    | 0   | 1      | 0      |
| 09-12-2015   | 28 637 | 11 315 | 3804   | 2536   | 10 675  | 4809    | 14 122       | 3955         | 20      | 8       | 1       | 0       | 4    | 1   | 1         | 0         | 8    | 6    | 1    | 0   | 1      | 0      |
| 02-12-2015   | 28 637 | 11 315 | 3804   | 2536   | 10 675  | 4809    | 14 122       | 3955         | 20      | 8       | 1       | 0       | 4    | 1   | 1         | 0         | 8    | 6    | 1    | 0   | 1      | 0      |
| 25-11-2015   | 28 637 | 11 314 | 3804   | 2536   | 10 675  | 4808    | 14 122       | 3955         | 20      | 8       | 1       | 0       | 4    | 1   | 1         | 0         | 8    | 6    | 1    | 0   | 1      | 0      |
| 18-11-2015   | 28 634 | 11 314 | 3804   | 2536   | 10 672  | 4808    | 14 122       | 3955         | 20      | 8       | 1       | 0       | 4    | 1   | 1         | 0         | 8    | 6    | 1    | 0   | 1      | 0      |
| 11-11-2015   | 28 635 | 11 314 | 3805   | 2536   | 10 672  | 4808    | 14 122       | 3955         | 20      | 8       | 1       | 0       | 4    | 1   | 1         | 0         | 8    | 6    | 1    | 0   | 1      | 0      |
| 04-11-2015   | 28 607 | 11 314 | 3810   | 2536   | 10 672  | 4808    | 14 089       | 3955         | 20      | 8       | 1       | 0       | 4    | 1   | 1         | 0         | 8    | 6    | 1    | 0   | 1      | 0      |
| 28-10-2015   | 28 575 | 11 313 | 3806   | 2535   | 10 672  | 4808    | 14 061       | 3955         | 20      | 8       | 1       | 0       | 4    | 1   | 1         | 0         | 8    | 6    | 1    | 0   | 1      | 0      |
| 21-10-2015   | 28 512 | 11 313 | 3803   | 2535   | 10 672  | 4808    | 14 001       | 3955         | 20      | 8       | 1       | 0       | 4    | 1   | 1         | 0         | 8    | 6    | 1    | 0   | 1      | 0      |
| 14-10-2015   | 28 490 | 11 312 | 3800   | 2534   | 10 672  | 4808    | 13 982       | 3955         | 20      | 8       | 1       | 0       | 4    | 1   | 1         | 0         | 8    | 6    | 1    | 0   | 1      | 0      |
| 07-10-2015   | 28 457 | 11 312 | 3804   | 2534   | 10 672  | 4808    | 13 945       | 3955         | 20      | 8       | 1       | 0       | 4    | 1   | 1         | 0         | 8    | 6    | 1    | 0   | 1      | 0      |
| 30-09-2015   | 28 424 | 11 311 | 3805   | 2533   | 10 672  | 4808    | 13 911       | 3955         | 20      | 8       | 1       | 0       | 4    | 1   | 1         | 0         | 8    | 6    | 1    | 0   | 1      | 0      |
| 23-09-2015   | 28 331 | 11 310 | 3800   | 2532   | 10 672  | 4808    | 13 823       | 3955         | 20      | 8       | 1       | 0       | 4    | 1   | 1         | 0         | 8    | 6    | 1    | 0   | 1      | 0      |
| 16-09-2015   | 28 256 | 11 306 | 3792   | 2530   | 10 672  | 4808    | 13 756       | 3953         | 20      | 8       | 1       | 0       | 4    | 1   | 1         | 0         | 8    | 6    | 1    | 0   | 1      | 0      |
| 09-09-2015   | 28 183 | 11 306 | 3792   | 2530   | 10 672  | 4808    | 13 683       | 3953         | 20      | 8       | 1       | 0       | 4    | 1   | 1         | 0         | 8    | 6    | 1    | 0   | 1      | 0      |
| 02-09-2015   | 28 109 | 11 305 | 3792   | 2529   | 10 672  | 4808    | 13 609       | 3953         | 20      | 8       | 1       | 0       | 4    | 1   | 1         | 0         | 8    | 6    | 1    | 0   | 1      | 0      |
| 26-08-2015   | 28 041 | 11 302 | 3792   | 2527   | 10 672  | 4808    | 13 541       | 3952         | 20      | 8       | 1       | 0       | 4    | 1   | 1         | 0         | 8    | 6    | 1    | 0   | 1      | 0      |
| 19-08-2015   | 27 988 | 11 299 | 3786   | 2524   | 10 672  | 4808    | 13 494       | 3952         | 20      | 8       | 1       | 0       | 4    | 1   | 1         | 0         | 8    | 6    | 1    | 0   | 1      | 0      |
| 12-08-2015   | 27 965 | 11 298 | 3787   | 2524   | 10 672  | 4808    | 13 470       | 3951         | 20      | 8       | 1       | 0       | 4    | 1   | 1         | 0         | 8    | 6    | 1    | 0   | 1      | 0      |
| 05-08-2015   | 27 898 | 11 296 | 3784   | 2522   | 10 672  | 4808    | 13 406       | 3951         | 20      | 8       | 1       | 0       | 4    | 1   | 1         | 0         | 8    | 6    | 1    | 0   | 1      | 0      |
| 29-07-2015   | 27 784 | 11 294 | 3786   | 2520   | 10 672  | 4808    | 13 290       | 3951         | 20      | 8       | 1       | 0       | 4    | 1   | 1         | 0         | 8    | 6    | 1    | 0   | 1      | 0      |
| 22-07-2015   | 27 741 | 11 284 | 3783   | 2512   | 10 672  | 4808    | 13 250       | 3949         | 20      | 8       | 1       | 0       | 4    | 1   | 1         | 0         | 8    | 6    | 1    | 0   | 1      | 0      |
| 15-07-2015   | 27 678 | 11 276 | 3760   | 2506   | 10 673  | 4808    | 13 209       | 3947         | 20      | 8       | 1       | 0       | 4    | 1   | 1         | 0         | 8    | 6    | 1    | 0   | 1      | 0      |
| 08-07-2015   | 27 609 | 11 261 | 3748   | 2499   | 10 670  | 4807    | 13 155       | 3940         | 20      | 8       | 1       | 0       | 4    | 1   | 1         | 0         | 8    | 6    | 1    | 0   | 1      | 0      |
| 01-07-2015   | 27 550 | 11 235 | 3729   | 2482   | 10 666  | 4806    | 13 119       | 3932         | 20      | 8       | 1       | 0       | 4    | 1   | 1         | 0         | 8    | 6    | 1    | 0   | 1      | 0      |
| 24-06-2015   | 27 479 | 11 222 | 3718   | 2473   | 10 666  | 4806    | 13 059       | 3928         | 20      | 8       | 1       | 0       | 4    | 1   | 1         | 0         | 8    | 6    | 1    | 0   | 1      | 0      |
| 17-06-2015   | 27 341 | 11 184 | 3674   | 2444   | 10 666  | 4806    | 12 965       | 3919         | 20      | 8       | 1       | 0       | 4    | 1   | 1         | 0         | 8    | 6    | 1    | 0   | 1      | 0      |
| 10-06-2015   | 27 273 | 11 173 | 3670   | 2437   | 10 666  | 4806    | 12 901       | 3915         | 20      | 8       | 1       | 0       | 4    | 1   | 1         | 0         | 8    | 6    | 1    | 0   | 1      | 0      |
| 03-06-2015   | 27 181 | 11 162 | 3652   | 2429   | 10 666  | 4806    | 12 827       | 3912         | 20      | 8       | 1       | 0       | 4    | 1   | 1         | 0         | 8    | 6    | 1    | 0   | 1      | 0      |
| 27-05-2015   | 27 049 | 11 149 | 3641   | 2420   | 10 666  | 4806    | 12 706       | 3908         | 20      | 8       | 1       | 0       | 4    | 1   | 1         | 0         | 8    | 6    | 1    | 0   | 1      | 0      |
| 20-05-2015   | 26 969 | 11 135 | 3635   | 2407   | 10 666  | 4806    | 12 632       | 3907         | 20      | 8       | 1       | 0       | 4    | 1   | 1         | 0         | 8    | 6    | 1    | 0   | 1      | 0      |
| 13-05-2015   | 26 759 | 11 080 | 3597   | 2392   | 10 604  | 4769    | 12 523       | 3904         | 20      | 8       | 1       | 0       | 4    | 1   | 1         | 0         | 8    | 6    | 1    | 0   |        |        |
| 06-05-2015   | 26 628 | 11 020 | 3589   | 2386   | 10 564  | 4716    | 12 440       | 3903         | 20      | 8       | 1       | 0       | 4    | 1   | 1         | 0         | 8    | 6    | 1    | 0   |        |        |

| Data raportu | Ogółem | Ogółem | Gwinea | Gwinea | Liberia | Liberia | Sierra Leone | Sierra Leone | Nigeria | Nigeria | Senegal | Senegal | USA  | USA | Hiszpania | Hiszpania | Mali | Mali | Wielka Brytania | Wielka Brytania |
| Data raportu | zak.   | zg.    | zak.   | zg.    | zak.    | zg.     | zak.         | zg.          | zak.    | zg.     | zak.    | zg.     | zak. | zg. | zak.      | zg.       | zak. | zg.  | zak.            | zg.             |
| ------------ | ------ | ------ | ------ | ------ | ------- | ------- | ------------ | ------------ | ------- | ------- | ------- | ------- | ---- | --- | --------- | --------- | ---- | ---- | --------------- | --------------- |
| 29-04-2015   | 26 312 | 10 899 | 3584   | 2377   | 10 322  | 4608    | 12 371       | 3899         | 20      | 8       | 1       | 0       | 4    | 1   | 1         | 0         | 8    | 6    | 1               | 0               |
| 22-04-2015   | 26 079 | 10 823 | 3565   | 2358   | 10 212  | 4573    | 12 267       | 3877         | 20      | 8       | 1       | 0       | 4    | 1   | 1         | 0         | 8    | 6    | 1               | 0               |
| 15-04-2015   | 25 826 | 10 704 | 3548   | 2346   | 10 042  | 4486    | 12 201       | 3857         | 20      | 8       | 1       | 0       | 4    | 1   | 1         | 0         | 8    | 6    | 1               | 0               |
| 08-04-2015   | 25 550 | 10 587 | 3515   | 2333   | 9862    | 4408    | 12 138       | 3831         | 20      | 8       | 1       | 0       | 4    | 1   | 1         | 0         | 8    | 6    | 1               | 0               |
| 01-04-2015   | 25 213 | 10 460 | 3492   | 2314   | 9712    | 4332    | 11 974       | 3799         | 20      | 8       | 1       | 0       | 4    | 1   | 1         | 0         | 8    | 6    | 1               | 0               |
| 25-03-2015   | 24 907 | 10 326 | 3429   | 2263   | 9602    | 4301    | 11 841       | 3747         | 20      | 8       | 1       | 0       | 4    | 1   | 1         | 0         | 8    | 6    | 1               | 0               |
| 18-03-2015   | 24 701 | 10 194 | 3389   | 2224   | 9526    | 4264    | 11 751       | 3691         | 20      | 8       | 1       | 0       | 4    | 1   | 1         | 0         | 8    | 6    | 1               | 0               |
| 11-03-2015   | 24 282 | 9976   | 3285   | 2170   | 9343    | 4162    | 11 619       | 3629         | 20      | 8       | 1       | 0       | 4    | 1   | 1         | 0         | 8    | 6    | 1               | 0               |
| 04-03-2015   | 23 969 | 9807   | 3219   | 2129   | 9249    | 4117    | 11 466       | 3546         | 20      | 8       | 1       | 0       | 4    | 1   | 1         | 0         | 8    | 6    | 1               | 0               |
| 25-02-2015   | 23 729 | 9604   | 3155   | 2091   | 9238    | 4037    | 11 301       | 3461         | 20      | 8       | 1       | 0       | 4    | 1   | 1         | 0         | 8    | 6    | 1               | 0               |
| 18-02-2015   | 23 253 | 9380   | 3108   | 2057   | 9007    | 3900    | 11 103       | 3408         | 20      | 8       | 1       | 0       | 4    | 1   | 1         | 0         | 8    | 6    | 1               | 0               |
| 11-02-2015   | 22 894 | 9177   | 3044   | 1995   | 8881    | 3826    | 10 934       | 3341         | 20      | 8       | 1       | 0       | 4    | 1   | 1         | 0         | 8    | 6    | 1               | 0               |
| 04-02-2015   | 22 495 | 8981   | 2975   | 1944   | 8745    | 3746    | 10 740       | 3276         | 20      | 8       | 1       | 0       | 4    | 1   | 1         | 0         | 8    | 6    | 1               | 0               |
| 28-01-2015   | 22 092 | 8810   | 2917   | 1910   | 8622    | 3686    | 10 518       | 3199         | 20      | 8       | 1       | 0       | 4    | 1   | 1         | 0         | 8    | 6    | 1               | 0               |
| 21-01-2015   | 21 724 | 8641   | 2871   | 1876   | 8478    | 3605    | 10 340       | 3145         | 20      | 8       | 1       | 0       | 4    | 1   | 1         | 0         | 8    | 6    | 1               | 0               |
| 14-01-2015   | 21 296 | 8429   | 2806   | 1814   | 8331    | 3538    | 10 124       | 3062         | 20      | 8       | 1       | 0       | 4    | 1   | 1         | 0         | 8    | 6    | 1               | 0               |
| 07-01-2015   | 20 747 | 8235   | 2775   | 1781   | 8157    | 3496    | 9780         | 2943         | 20      | 8       | 1       | 0       | 4    | 1   | 1         | 0         | 8    | 6    | 1               | 0               |
| 31-12-2014   | 20 206 | 7905   | 2707   | 1709   | 8018    | 3423    | 9446         | 2758         | 20      | 8       | 1       | 0       | 4    | 1   | 1         | 0         | 8    | 6    | 1               | 0               |
| 24-12-2014   | 19 497 | 7588   | 2597   | 1607   | 7862    | 3384    | 9004         | 2582         | 20      | 8       | 1       | 0       | 4    | 1   | 1         | 0         | 8    | 6    |                 |                 |
| 17-12-2014   | 18 603 | 6915   | 2416   | 1525   | 7797    | 3290    | 8356         | 2085         | 20      | 8       | 1       | 0       | 4    | 1   | 1         | 0         | 8    | 6    |                 |                 |
| 10-12-2014   | 17 942 | 6388   | 2292   | 1428   | 7719    | 3177    | 7897         | 1768         | 20      | 8       | 1       | 0       | 4    | 1   | 1         | 0         | 8    | 6    |                 |                 |
| 03-12-2014   | 17 145 | 6070   | 2164   | 1327   | 7635    | 3145    | 7312         | 1583         | 20      | 8       | 1       | 0       | 4    | 1   | 1         | 0         | 8    | 6    |                 |                 |
| 26-11-2014   | 15 935 | 5689   | 2134   | 1260   | 7168    | 3016    | 6599         | 1398         | 20      | 8       | 1       | 0       | 4    | 1   | 1         | 0         | 8    | 6    |                 |                 |
| 21-11-2014   | 15 351 | 5459   | 2047   | 1214   | 7082    | 2963    | 6190         | 1267         | 20      | 8       | 1       | 0       | 4    | 1   | 1         | 0         | 6    | 6    |                 |                 |
| 19-11-2014   | 15 145 | 5420   | 1971   | 1192   | 7069    | 2964    | 6073         | 1250         | 20      | 8       | 1       | 0       | 4    | 1   | 1         | 0         | 6    | 5    |                 |                 |
| 14-11-2014   | 14 413 | 5177   | 1919   | 1166   | 6878    | 2812    | 5586         | 1187         | 20      | 8       | 1       | 0       | 4    | 1   | 1         | 0         | 4    | 3    |                 |                 |
| 12-11-2014   | 14 098 | 5160   | 1878   | 1142   | 6822    | 2836    | 5368         | 1169         | 20      | 8       | 1       | 0       | 4    | 1   | 1         | 0         | 4    | 4    |                 |                 |
| 07-11-2014   | 13 268 | 4960   | 1760   | 1054   | 6619    | 2766    | 4862         | 1130         | 20      | 8       | 1       | 0       | 4    | 1   | 1         | 0         | 1    | 1    |                 |                 |
| 05-11-2014   | 13 042 | 4818   | 1731   | 1041   | 6525    | 2697    | 4759         | 1070         | 20      | 8       | 1       | 0       | 4    | 1   | 1         | 0         | 1    | 1    |                 |                 |
| 31-10-2014   | 13 567 | 4951   | 1667   | 1018   | 6535    | 2413    | 5338         | 1510         | 20      | 8       | 1       | 0       | 4    | 1   | 1         | 0         | 1    | 1    |                 |                 |
| 29-10-2014   | 13 703 | 4920   | 1906   | 997    | 6535    | 2413    | 5235         | 1500         | 20      | 8       | 1       | 0       | 4    | 1   | 1         | 0         | 1    | 1    |                 |                 |
| 25-10-2014   | 10 141 | 4922   | 1553   | 926    | 4665    | 2705    | 3896         | 1281         | 20      | 8       | 1       | 0       | 4    | 1   | 1         | 0         | 1    | 1    |                 |                 |
| 22-10-2014   | 9936   | 4877   | 1540   | 904    | 4665    | 2705    | 3706         | 1259         | 20      | 8       | 1       | 0       | 3    | 1   | 1         | 0         |      |      |                 |                 |
| 17-10-2014   | 9216   | 4555   | 1519   | 862    | 4262    | 2484    | 3410         | 1200         | 20      | 8       | 1       | 0       | 3    | 1   | 1         | 0         |      |      |                 |                 |
| 15-10-2014   | 8997   | 4493   | 1472   | 843    | 4249    | 2458    | 3252         | 1183         | 20      | 8       | 1       | 0       | 2    | 1   | 1         | 0         |      |      |                 |                 |
| 10-10-2014   | 8399   | 4033   | 1350   | 778    | 4076    | 2316    | 2950         | 930          | 20      | 8       | 1       | 0       | 1    | 1   | 1         | 0         |      |      |                 |                 |
| 03-10-2014   | 7492   | 3439   | 1199   | 739    | 3834    | 2069    | 2437         | 623          | 20      | 8       | 1       | 0       | 1    | 0   |           |           |      |      |                 |                 |

| Data raportu        | Ogółem | Ogółem | Gwinea | Gwinea | Liberia | Liberia | Sierra Leone | Sierra Leone | Nigeria | Nigeria | Senegal | Senegal |
| Data raportu        | zak.   | zg.    | zak.   | zg.    | zak.    | zg.     | zak.         | zg.          | zak.    | zg.     | zak.    | zg.     |
| ------------------- | ------ | ------ | ------ | ------ | ------- | ------- | ------------ | ------------ | ------- | ------- | ------- | ------- |
| 1 października 2014 | 7178   | 3338   | 1157   | 710    | 3696    | 1998    | 2304         | 622          | 20      | 8       | 1       | 0       |
| 26 września 2014    | 6574   | 3091   | 1074   | 648    | 3458    | 1830    | 2021         | 605          | 20      | 8       | 1       | 0       |
| 24 września 2014    | 6263   | 2917   | 1022   | 635    | 3280    | 1677    | 1940         | 597          | 20      | 8       | 1       | 0       |
| 22 września 2014    | 5864   | 2811   | 1008   | 632    | 3022    | 1578    | 1813         | 593          | 20      | 8       | 1       | 0       |
| 18 września 2014    | 5357   | 2630   | 942    | 601    | 2720    | 1459    | 1673         | 562          | 21      | 8       | 1       | 0       |
| 16 września 2014    | 4985   | 2461   | 936    | 595    | 2407    | 1296    | 1620         | 562          | 21      | 8       | 1       | 0       |
| 12 września 2014    | 4390   | 2226   | 861    | 557    | 2081    | 1137    | 1424         | 524          | 21      | 8       | 3       | 0       |
| 8 września 2014     | 4293   | 2296   | 862    | 555    | 2046    | 1224    | 1361         | 509          | 21      | 8       | 3       | 0       |
| 4 września 2014     | 3707   | 1848   | 771    | 494    | 1698    | 871     | 1216         | 476          | 21      | 7       | 1       | 0       |
| 28 sierpnia 2014    | 3069   | 1552   | 648    | 430    | 1378    | 694     | 1026         | 422          | 17      | 6       |         |         |
| 22 sierpnia 2014    | 2615   | 1427   | 607    | 406    | 1082    | 624     | 910          | 392          | 16      | 5       |         |         |
| 21 sierpnia 2014    | 2473   | 1350   | 579    | 396    | 972     | 576     | 907          | 374          | 15      | 4       |         |         |
| 19 sierpnia 2014    | 2240   | 1229   | 543    | 394    | 834     | 466     | 848          | 365          | 15      | 4       |         |         |
| 15 sierpnia 2014    | 2127   | 1145   | 519    | 380    | 786     | 413     | 810          | 348          | 12      | 4       |         |         |
| 13 sierpnia 2014    | 1975   | 1069   | 510    | 377    | 670     | 355     | 783          | 334          | 12      | 3       |         |         |
| 12 sierpnia 2014    | 1848   | 1013   | 506    | 373    | 599     | 323     | 730          | 315          | 13      | 2       |         |         |
| 8 sierpnia 2014     | 1779   | 961    | 495    | 367    | 554     | 294     | 717          | 298          | 13      | 2       |         |         |
| 6 sierpnia 2014     | 1711   | 932    | 495    | 363    | 516     | 282     | 691          | 286          | 9       | 1       |         |         |
| 4 sierpnia 2014     | 1603   | 887    | 485    | 358    | 468     | 255     | 646          | 273          | 4       | 1       |         |         |
| 3 sierpnia 2014     | 1440   | 826    | 472    | 346    | 391     | 227     | 574          | 252          | 3       | 1       |         |         |
| 31 lipca 2014       | 1323   | 729    | 460    | 339    | 329     | 156     | 533          | 233          | 1       | 1       |         |         |
| 28 lipca 2014       | 1201   | 672    | 427    | 319    | 249     | 129     | 525          | 224          |         |         |         |         |
| 21 lipca 2014       | 1048   | 632    | 410    | 310    | 196     | 116     | 442          | 206          |         |         |         |         |
| 16 lipca 2014       | 964    | 603    | 406    | 304    | 172     | 105     | 386          | 194          |         |         |         |         |
| 14 lipca 2014       | 888    | 539    | 409    | 309    | 142     | 88      | 337          | 142          |         |         |         |         |
| 8 lipca 2014        | 844    | 518    | 408    | 307    | 131     | 84      | 305          | 127          |         |         |         |         |
| 2 lipca 2014        | 759    | 467    | 413    | 303    | 107     | 65      | 239          | 99           |         |         |         |         |
| 24 czerwca 2014     | 599    | 362    | 390    | 270    | 51      | 34      | 158          | 34           |         |         |         |         |
| 17 czerwca 2014     | 528    | 337    | 398    | 264    | 33      | 24      | 97           | 49           |         |         |         |         |
| 10 czerwca 2014     | 474    | 252    | 372    | 236    | 13      | 9       | 89           | 7            |         |         |         |         |
| 5 czerwca 2014      | 438    | 231    | 344    | 215    | 13      | 9       | 81           | 7            |         |         |         |         |
| 2 czerwca 2014      | 354    | 208    | 291    | 193    | 13      | 9       | 50           | 6            |         |         |         |         |
| 27 maja 2014        | 309    | 200    | 281    | 186    | 12      | 9       | 16           | 5            |         |         |         |         |
| 23 maja 2014        | 270    | 183    | 258    | 174    | 12      | 9       |              |              |         |         |         |         |
| 14 maja 2014        | 245    | 166    | 233    | 157    | 12      | 9       |              |              |         |         |         |         |
| 5 maja 2014         | 243    | 164    | 231    | 155    | 12      | 9       |              |              |         |         |         |         |
| 30 kwietnia 2014    | 233    | 155    | 221    | 146    | 12      | 9       |              |              |         |         |         |         |
| 23 kwietnia 2014    | 220    | 145    | 208    | 136    | 12      | 9       |              |              |         |         |         |         |
| 21 kwietnia 2014    | 215    | 138    | 203    | 129    | 12      | 9       |              |              |         |         |         |         |
| 17 kwietnia 2014    | 209    | 131    | 197    | 122    | 12      | 9       |              |              |         |         |         |         |
| 10 kwietnia 2014    | 169    | 110    | 157    | 101    | 12      | 9       |              |              |         |         |         |         |
| 7 kwietnia 2014     | 163    | 102    | 151    | 95     | 12      | 7       |              |              |         |         |         |         |
| 2 kwietnia 2014     | 135    | 88     | 127    | 83     | 8       | 5       |              |              |         |         |         |         |
| 1 kwietnia 2014     | 130    | 82     | 122    | 80     | 8       | 2       |              |              |         |         |         |         |
| 31 marca 2014       | 114    | 70     | 112    | 70     | 2       | 0       |              |              |         |         |         |         |
| 27 marca 2014       | 103    | 66     | 103    | 66     |         |         |              |              |         |         |         |         |
| 26 marca 2014       | 86     | 60     | 86     | 60     |         |         |              |              |         |         |         |         |
| 25 marca 2014       | 86     | 59     | 86     | 59     |         |         |              |              |         |         |         |         |